# شعب الوسطي
شعب الوسطي هي إحدى قرى عزلة سباح بمديرية سباح التابعة لمحافظة أبين، بلغ تعداد سكانها 165 نسمة حسب تعداد اليمن لعام 2004.